# Доње Базије
Доње Базије су насељено место у саставу општине Чађавица, у Вировитичко-подравској жупанији, Република Хрватска.

## Историја
До територијалне реорганизације у Хрватској налазиле су се у саставу старе општине Подравска Слатина.

## Становништво
На попису становништва 2011. године, Доње Базије су имале 148 становника.

## Попис 1991.
На попису становништва 1991. године, насељено место Доње Базије је имало 263 становника, следећег националног састава:
| Попис 1991.‍  | Попис 1991.‍  | Попис 1991.‍ | Попис 1991.‍ | Попис 1991.‍ |
| ------------ | ------------ | ----------- | ----------- | ----------- |
|              |              |             |             |             |
| Хрвати       | Хрвати       |             | 206         | 78,32%      |
| Срби         | Срби         |             | 36          | 13,68%      |
| Југословени  | Југословени  |             | 9           | 3,42%       |
| остали       | остали       |             | 1           | 0,38%       |
| неопредељени | неопредељени |             | 4           | 1,52%       |
| непознато    | непознато    |             | 7           | 2,66%       |
| укупно: 263  |              |             |             |             |